# Бурый прыгун
Бурый прыгун (лат. Plecturocebus brunneus) — вид приматов из семейства саковых. В 2016 году согласно молекулярно-генетическим исследованиям Byrne с коллегами перенесли вид из рода Callicebus в род Plecturocebus.

## Поведение
Встречается в различных типах лесов. Рацион состоит в основном из фруктов, листьев, насекомых и семян. Образует небольшие семейные группы, защищающие свою территорию. Моногамен.

## Распространение
Обитает в северной Боливии, ареал распространяется на восток в Бразилию и на запад в Перу.